# Mohanpur (Sarlahi)
Mohanpur (nepalski: मोहनपुर) – gaun wikas samiti w środkowej części Nepalu w strefie Dźanakpur w dystrykcie Sarlahi. Według nepalskiego spisu powszechnego z 2001 roku liczył on 826 gospodarstw domowych i 4945 mieszkańców (2363 kobiet i 2582 mężczyzn).